# پیتاسپوروم برگ‌لوزی
پیتاسپوروم برگ‌لوزی(نام علمی: Auranticarpa rhombifolia) نام یک گونه از سرده آئورانتیکارپا است.